# (7375) 1980 PZ
A (7375) 1980 PZ a Naprendszer kisbolygóövében található aszteroida. Zdeňka Vávrová fedezte fel 1980. augusztus 14-én.